# Fawley, Buckinghamshire
Fawley är en ort och en civil parish i Storbritannien.   Den ligger i kommunen Buckinghamshire och riksdelen England, i den södra delen av landet, 50 km väster om huvudstaden London.